# 洪保
洪保（1370年—?），字志道，云南大理太和人，明朝宣德时期的都知监太监。

## 生平
洪武三年（1370年），出生。建文元年（1399年），侍奉燕王府，随侍明成祖朱棣左右。永乐年间，任内承运库副使，奉诏招聘西洋各番国人。永乐四年（1406年），出使西域临藏、管觉、必力工瓦、拉撒、乌斯藏等国。宣德五年（1430年），晋升都知监太监，担任正使出使海外。
宣德年间，航海七度西洋，由占城到爪哇，经过满剌加、苏门答腊、锡兰山、柯枝、古里，直达西域的忽鲁谟斯、阿丹等国。根據《大明都知監太監洪公壽藏銘》記載，洪保在宣德九年（1434年）時，「公春秋六十有五，康強無恙，尚能乘槎泛海，竭忠報效。」

## 亲属
- 洪长莲（祖父）
- 杨氏（祖母）
- 洪赐（父）
- 何氏（母）
- 洪接（弟）
- 洪子荣（侄）
- 洪子诚（侄）
- 洪金刚（从孙）
- 洪福安（从孙）